# Polonia Rochel
Polonia Rochel, född 1745, död 1802, var en spansk skådespelare och sångare. Hon var engagerad vid de kungliga teatrarna i Madrid, Teatro de la Cruz och Teatro del Príncipe, mellan 1769 och 1797, där hon tillhörde sin tids mest berömda scenartister i Spanien. 
Hon föddes i Sevilla och anlände från Cádiz till Madrid 1769, och var sedan engagerad vid hovteatrarna fram till sin pensionering 1797.
Hennes prestige var sådan att hon tjänade samma som teaterns första dam. År 1788 konstaterade direktörerna att hon hade en närmast unik popularitet hos publiken. 
En kritiker skrev att hon "aldrig har setts spela en dålig roll". Hon spelade ofta mot Miguel Garrido, och tillsammans blev de ett känt komedipar på scenen. 
Många pjäser och tonadillas (sånger) skrevs för henne, som hon sedan gestaltade på scen, bland annat Cómo han de ser los maridos (1772), av Ramón de la Cruz, och La deserción de la Polonia, tonadilla de Laserna, o Polonia turbada, 1780. En av hennes mer berömda roller var La comedia nueva (1792) av Moratín.
Utöver sin verksamhet som skådespelare var hon även verksam som sångare i tonadillas, men konkurrensen med andra tonadilleras, som María Antonia Fernández, gjorde att hon dock aldrig blev lika berömd som sångare som hon var som skådespelare: hon bad 1785 själv att avregistreras som sångare. Under sina sista år led hon av viktproblem och bad 1794 om pension med hänvisning till att hon inte längre kom i sina scenkläder. Hon beviljades dock inte pension förrän 1797.
Hon var gift med komikern Juan Codina.